# Přírodovědecká fakulta Univerzity Komenského v Bratislavě
Přírodovědecká fakulta Univerzity Komenského v Bratislavě (slovensky: Prírodovedecká fakulta Univerzity Komenského v Bratislave, zkr. PriF UK) je jedna ze třinácti fakult Univerzity Komenského v Bratislavě.
V současnosti se na Přírodovědecké fakultě UK vyučují předměty v oborech biologie, systematická biologie, biochemie, chemie, geologie, geografie, environmentalistika a učitelské kombinace těchto předmětů.
Fakulta sídlí v pětipavilonovém komplexu, postaveném v letech 1960 - 1987, v Mlynské dolině. Jednotlivé pavilóny se označují podle začátečních písmen chemické, biologické a geologické/geografické sekce jako CH2, CH1, B2, B1 a G.

## Historie
Snahy o založení přírodovědecké fakulty na Slovensku v meziválečném období nebyly úspěšné. Po rozbití Česko-Slovenské republiky a vypuknutí druhé světové války byly 17. listopadu 1939 uzavřeny všechny české vysoké školy a Slováci, kteří měli zájem o vzdělávání v oboru přírodních věd, neměli kde studovat. Fakulta vznikla na základě zákona č. 168/1940 Sl. z. První zápis studentů na fakultu se uskutečnil v zimním semestru školního roku 1940/1941. Fakulta vznikla oddělením od Filozofické fakulty tehdejší Slovenské univerzity, kde byly už předtím vyučovány některé přírodovědní předměty. Prvním děkanem byl František Valentin. Od začátku měla fakulta botanický a geografický ústav, též ústav pro zoologii a srovnávací anatomii. Jednotlivé ústavy se nacházely na Rajské a Moskevské ulici. Výuka matematiky, fyziky a chemie probíhala na Slovenské vysoké škole technické. V roce 1941 vznikl geologicko-paleontologický ústav a v roce 1942 i mineralogicko-petrografický ústav, oba pracovaly v provizorních podmínkách bez dostatku kvalifikovaného personálu. V zimním semestru 1942/1943 přibyl na fakultě ústav atomové fyziky a v roce 1944 astronomický ústav a ústav matematiky. Bez samostatného ústavu až do roku 1948 zůstávala chemie.
V roce 1950 byly ústavy fakulty reorganizovány na katedry. Vzhledem ke státem plánovanému velkému rozmachu výstavby a rozvoje měst ČSR se ve školním roce 1951/1952 od Přírodovědecké fakulty oddělila Fakulta geologicko-geografických věd, která se však v roce 1959 stala opět její součástí. Ve školním roce 1978-1979 měla fakulta 6 sekcí: matematickou se 7 katedrami, fyzikální se 7 katedrami, chemickou se 7 katedrami, geologickou s 8 katedrami, biologickou s 10 katedrami a geograficko-společenskovědní se 7 katedrami. Dále zahrnovala 5 vědeckovýzkumných ústavů, botanickou zahradu a biologickou stanici „Šúr“. V roce 1980 se oddělila Fakulta matematiky, fyziky a informatiky.
V roce 2013 začala rekonstrukce a dlouho očekávaná výměna oken jednotlivých pavilonů budov fakulty. Jako první byl v průběhu podzimu a zimy 2013 zrekonstruován pavilon Ch-1. Na začátku roku 2014 se začalo vedle pavilonu Ch-2 s výstavbou budovy vědeckého parku Univerzity Komenského.

## Katedry

### Biologická sekce
- Katedra antropologie
- Katedra botaniky
- Katedra fyziologie rostlin
- Katedra genetiky
- Katedra mikrobiologie a virologie
- Katedra molekulární biologie
- Katedra zoologie
- Katedra živočišné fyziologie a etologie
- Ústav buněčné biologie
- Katedra ekologie
- Biologická stanice Šúr

### Chemická sekce
- Katedra analytické chemie
- Katedra anorganické chemie
- Katedra biochemie
- Katedra fyzikální a teoretické chemie
- Katedra jadrové chemie
- Katedra organické chemie
- Chemický ústav

### Environmentální sekce
- Katedra ekosozologie a fyziotaktiky
- Katedra geochemie
- Katedra krajinné ekologie
- Katedra pedologie

### Geologická sekce
- Katedra aplikované a environmentální geofyziky
- Katedra geologie a paleontologie
- Katedra hydrogeologie
- Katedra inženýrské geologie
- Katedra ložiskové geologie
- Katedra mineralogie a petrologie
- Ústav laboratorního výzkumu geomateriálů

### Geografická sekce
- Katedra fyzické geografie a geoekologie
- Katedra humánní geografie a demogeografie
- Katedra kartografie, geoinformatiky a dálkového průzkumu Země
- Katedra regionální geografie, ochrany a plánování krajiny

## Vedení fakulty
Od 1. února 2019 je na čele fakulty děkan prof. RNDr. Peter Fedor, DrSc.
Proděkani
- doc. Mgr. Miroslava Slaninová, PhD.
- prof. RNDr. Jozef Noga, DrSc.
- doc. RNDr. Marianna Kováčová, PhD.
- prof. RNDr. Branislav Bleha, PhD.
- RNDr. Slavomír Cerňanský, PhD.

## Významní absolventi
- Dimitrij Andrusov
- Peter Baláž
- Ján Bystrický
- Hedviga Bystrická
- Zoltán Demján
- Oto Fusán
- Ján Futák
- Juraj Holčík
- Michal Maheľ
- František Mikloško